# Bitwa na równinie Bomboná
Bitwa na równinie Bomboná – starcie zbrojne, które miało miejsce 7 kwietnia 1822 r. w trakcie wojny o niepodległość Ekwadoru.
W 1822 Simón Bolívar rozpoczął operacje przeciwko hiszpańskim posiadłościom na zachodnim wybrzeżu Pacyfiku; jednym z jego celów było Pasto, miasto na wysokogórskiej, niedostępnej równinie w południowej Kolumbii, niedaleko dzisiejszych granic z Ekwadorem. Miasto stanowiło enklawę fanatycznych rojalistów, głęboko religijnych i wrogich wszelkim ideom republikańskim. Wszelkie próby pozyskania ich na stronę antyhiszpańskich powstańców spełzły na niczym.
Pierwotny plan Bolivara polegał na przerzuceniu sił drogą morską do Guayaquil, połączeniu się tam z wojskami Antonia Joségo de Sucre i marszu na północ na Quito i potem na Pasto. Okazało się jednak, że rojaliści posiadają dużo silniejszą flotyllę, Bolívar postanowił więc uderzyć na Pasto przez góry południowej Kolumbii. 25 lutego 2850 wyruszyło na południe (bolivar miał dołączyć do nich później).
Trudy marszu przez niedostępne góry, ataki partyzantów i dezercja spowodowały, że na skraj wyżyny Pasto dotarło ok. 2000 ludzi Bolívara. Wraz z armią okrążył on miasto, planując atak od południa. W efekcie jego oddziały i wojska rojalistów spotkały się koło haciendy Bombona. Pułkownik Basilio García, dowódca rojalistów, zajął silną pozycję na wyżynie nad rzeką Cariaco: jej lewe skrzydło zabezpieczała rwąca rzeka Guaitara, prawe - stromy wąwóz Cariaco, a w centrum przejście przez most w centrum umocnił zasiekami, za którymi ustawił działa.
Rankiem 7 kwietnia Bolívar podzielił siły: Manuel Valdés i jego oddział miał przebyć Cariaco i obejść prawą flankę Garcii, Pedro Torres atakować w środku, a reszta sił zejść do wąwozu i uderzyć na lewe skrzydło rojalistów. Bitwa rozpoczęła się o wpół do czwartej po południu. Ogień dobrze okopanych żołnierzy zdziesiątkował szturmujących most (zginął też Torres); jedynym sukcesem było związanie sił rojalistycznych, więc Valdésowi udało się sforsować Cariaco i zaatakować po zmierzchu. Garcia, który zużył większość amunicji, wycofał się do Pasto.
Bitwa była nierozstrzygnięta: rojaliści opuścili pole bitwy, ale ich straty były niewielkie, zaś powstańcy stracili około jednej trzeciej sił i nie mieli szans zdobyć Pasto. Taktyczne zwycięstwo można przypisać rojalistom, bo choć obie strony zachowały siły zdolne do boju, ponieśli oni dużo mniejsze straty. Niemniej strategia Bolivara związała znaczne siły przeciwnika na północy, ułatwiając republikanom działania na południu. Garcia odrzucił żądania kapitulacji, a Bolívar musiał czekać na posiłki, które nadeszły z końcem maja. Z początkiem czerwca, wobec wcześniejszej kapitulacji Quito po zwycięstwie de Sucre pod
Pichincha, oddziały w Pasto poddały się. Stąd niektóre źródła określają bitwę jako zwycięstwo Bolívara.